# Garverinäringens forskningsinstitut
Garverinäringens forskningsinstitut var ett svenskt forskningsinstitut med koppling till garveri- och läderindustrin. Institutet inrättades 1943, var inledningsvis lokaliserat i Helsingborg, och flyttades senare till Stockholm. Det lades sannolikt ner runt 1970.[källa behövs]

## Chefer
- 1943–1948: Edmund Stiasny
- 1948–1966: Helmer Gustavson